# 磯村元史
磯村 元史（いそむら もとし、1934年 - ）は、日本の経営学者・実業家。日本年金機構理事、函館大学客員教授。東京都江東区在住。

## 来歴・人物
1934年旧満洲国生まれ。1947年に帰国。1956年滋賀大学経済学部卒業。野村證券入社後、東洋信託銀行（現三菱UFJ信託銀行）の新設に参画。1962年より年金業務に従事。1993年に東洋信託銀行代表取締役副社長を退任した後、洋伸不動産代表取締役社長、滋賀大学・早稲田大学の非常勤講師、長野県調査委員会会長等を歴任。
1998年に函館大学客員教授着任後は、東京都金融広報アドバイザー、（総務省所管）年金業務・社会保険庁監視等委員会委員等を務める。2008年1月からは厚生労働大臣のアドバイザーとして、年金記録問題作業委員会、年金記録問題拡大作業委員会、年金記録問題回復委員会の各委員長に就任し、年金記録問題の処置に取り組んできた。2010年1月、設立委員として携わってきた日本年金機構の理事に任命される。

## 年譜
- 1934年 - 旧満洲国にて出生
- 1947年 - 帰国
- 1956年 - 滋賀大学経済学部卒業
- 1956年 - 野村證券入社
- 1959年 - 東洋信託銀行の新設に参画
- 1991年 - 東洋信託銀行代表取締役副社長
- 1993年 - 洋伸不動産代表取締役社長
- 1998年 - 函館大学客員教授
- 2003年 - 東京都金融広報アドバイザー
- 2007年 - 年金業務・社会保険庁監視等委員会委員
- 2008年1月 - 年金記録問題作業委員会委員長
- 2008年10月 - 日本年金機構設立委員
- 2008年12月 - 年金記録問題拡大作業委員会委員長
- 2009年10月 - 年金記録問題回復委員会委員長
- 2010年1月 - 日本年金機構理事

## 著書

### 単著
- 『年金不安の時代に必要な知識と手間』（岩波書店、2007年）

## 関連人物
- 柳澤伯夫
- 舛添要一
- 長妻昭